# أميمة نيلسون
أميمة نيلسون ولدت عام 1968 في مصر، عارضة أزياء ومربية أطفال مصرية أدينت بقتل زوجها بيل نيلسون. حين بلغت الثامنة عشر من عمرها، تحديدا عام 1986، قررت الهجرة للولايات المتحدة الامريكية بحثًا عن تحقيق طموحاتها وأحلامها في أن تصبح عارضة أزياء مشهورة.

## حياتها
ولدت عام 1968 في مصر، وسافرت إلى الولايات المتحدة في عام 1986 حيث كانت بعمر الثامن عشر بعد أن تلقت عرض للعمل وبدون علم أهلها. كانت الفترة الأولى في إقامتها صعبة وإضطرت للعمل كمربية أطفال حتي وجدت عمل في مجال الأزياء وبدأت علي الفور في تحقيق نجاح لا بأس به مكنها من شراء منزل وسيارة وفي أكتوبر عام 1991 كان أول لقاء يجمعها بويليام نيلسون وهو طيار سابق كان يبلغ من العمر حينها 56 عام وكان يتمتع بثراء فاحش وبالرغم من فارق العمر الكبير سرعان ما تزوجا في خلال أيام من لقائهما الأول.

## جريمة القتل
في شقتهما في كوستا ميسا بكاليفورنيا، في يوم عيد الشكر في نوفمبر 1991، قامت أميمة بطعن زوجها ويليام بالمقص وضربته بمكواة الملابس حتى توفي، ولم تكتفي بذلك، بل شرعت في تقطيعه، ويقال أن أول ما قطعته ومزقته من جسده هو عضوه الذكري، ثم قامت بشواء رأسه في الفرن، وأيضا وضعت يداه في قدر وغلتهما، على ما يبدو من اجل مسح البصمات لكي لا يتم التعرف على الجثة. وبحسب ما قالته لاحقا لطبيبها النفسي فإنها قامت بشواء اضلع زوجها واكلتها.
ورغم كل ما فعلته سرعان ما وجدت نفسها امام مشكلة وهي التخلص من بقايا زوجها الذي كان رجلا ضخم الجثة، فخلطت اجزاء من جسده بالديك الرومي الخاص بعيد الشكر والقتة في النفايات، وأما الأحشاء وباقي اللحم فوضعته في أكياس نفايات وتوجهت لمنزل صديقة لها وعرضت عليها مبلغ 75 ألف دولار مقابل مساعدتها في التخلص من الأكياس، لكن الصديقة اتصلت بالشرطة فتم القاء القبض على أميمة متلبسة بالجرم المشهود وكانت الاكياس في سيارتها.
بحسب أقوالها فأنها تعرضت خلال فترة الزواج القصيرة التي امتدت لشهر فقط للعديد من الاعتداءات الجنسية والجسدية، وأن زوجها قام باغتصابها عدة مرات، وأن أخر واقعة اغتصاب تجاهها كانت في يوم عيد الشكر عام 1991، فقامت بالدفاع عنه نفسها وطعنت زوجها وقتلته، زعمت أنها تعرضت لاعتداءات ومشاكل أسرية في طفولتها، وأن ذلك ترك أثرا كبيرا على نفسيتها، وكان هو السبب وراء رد الفعل العنيف تجاه اعتداءات زوجها عليها.
تم عرض أميمة على طبيب نفسي خلال المحاكمة لتقييم سلامتها العقلية، وقال الطبيب النفسي لاحقا أن أميمة اخبرته أنها قامت بتغميس اضلع زوجها في صلصة الباربيكيو واكلتها، فعلت ذلك انتقاما منه لاعتداءاته المتكرره، وانها قبل أن تشرع في تقطيعه وضعت احمر شفاه وارتدت حذاء احمر وقبعة حمراء، لاحقا خلال المحاكمة نفت أميمة أن تكون قد اكلت اجزاء من جسد زوجها، فسألها القاضي: فلماذا قمتي بشواء اجزاء من جسده؟ فسكتت أميمة ولم تجد ردًا.
في نهاية محاكمتها قالت اميمة: «لقد ارتكبت الجريمة دفاعا عن نفسي، لو لم افعل لكنت انا الميتة، انا اسفة لما حدث لكني مسرورة لأني عِشت، وآسفة أيضا لتقطيعي جثته».
الادعاء العام قال إن دوافع أميمة واهية، كانت تستطيع ترك زوجها بدلا من أن تفعل كل هذا، كما أن لديها تاريخا من اغواء الرجال كبار السن من أجل الحصول منهم على النقود والمخدرات، أدينت أميمة أخيرا بارتكاب جريمة قتل من الدرجة الثانية وحكم عليها بالسجن مدى الحياة.

## إطلاق سراح
حاولت الحصول على إطلاق سراح مشروط عامي 2006 و2011، لكن تم رفض طلبها في المرتين، وكانت من أسباب الرفض هو أنه لا يمكن التنبؤ بأفعالها وأنها ما زالت تشكل خطراً ولن تستطيع أن تتقدم بطلب إطلاق السراح المشروط آخر حتى عام 2026.

## وصلات خارجية
- رفض الإفراج المشروط عارضة الأزياء التي قتلت وطهت وأكلت الزوج
- تحملت أميمة نيلسون سوء معاملة زوجها - حتى قتلته وطهت رأسه
- أنماط الإساءة: أميمة نيلسون، العارضة القاتلة وآكل لحوم البشر